# ゲルハルト・フィッシャー (武装親衛隊)
ゲルハルト・フィッシャー(ドイツ語: Gerhard Fischer、1922年11月12日 - 2013年1月1日)は、ドイツの武装親衛隊員。最終階級は親衛隊曹長(武装SS内での呼称は上級分隊指揮官)。第二次世界大戦での活躍により騎士鉄十字章を受章した。

## 経歴

### 前半生
フィッシャーは1922年11月12日に、ドイツ国（ヴァイマル共和政）ザクセン自由州ツヴィッカウで生まれた。

### 第二次世界大戦
1939年親衛隊特務部隊に志願し、翌年12月の武装親衛隊への改称後は第5SS装甲師団に配属された。チェルカースィの第3砲兵中隊の小隊副官を経て、第5SS駆逐戦車大隊の対戦車自走砲部隊の第3小隊長代理に着任。1944年のコルスン包囲戦において小隊の2両のマルダーIIIをしてソ連赤軍の包囲網をかいくぐり脱出、騎士鉄十字章を受章した。
戦後は米軍により収監。釈放後は骨材製造の会社を経営した。

## 年譜
- 1940年 - 親衛隊上等兵
- 1942年 - 親衛隊伍長
- 1944年 - 親衛隊曹長